# کیوکو فوکودا (بازیکن والیبال)
کیوکو فوکودا (انگلیسی: Kiyoko Fukuda؛ زادهٔ ۴ اوت ۱۹۷۰) بازیکن والیبال اهل ژاپن بود.